# Parque provincial Isla Caraguatay
El parque provincial Isla Caraguatay es un área natural protegida que abarca la totalidad de la isla homónima, a la altura del km 1783 del río Paraná, en cercanías de la localidad de Caraguataí, en el departamento Montecarlo de la provincia argentina de Misiones.
El parque fue creado el 3 de octubre de 1991 por medio de la sanción de la ley provincial n.º 2876 sobre una extensión de 32 ha 30 a con la finalidad de proteger el ecosistema de la isla.

Declárase Parque Provincial, el inmueble propiedad del Estado Provincial ubicado en el Kilómetro 1783 del Río Paraná, Departamento Montecarlo, localizado sobre la Isla Caraguatay, con una superficie de 32 hectáreas, 30 áreas, el que se denominará "Parque Provincial Isla Caraguatay".

Desde el punto de vista fitogeográfico, pertenece a la ecorregión selva paranaense.

## Flora y fauna
A pesar de su escasa superficie, en la isla están presentes dos estructuras vegetales. El interior está dominado por ejemplares representativos de la selva mixta de laurel (Nectandra megapotamica) y guatambú (Balfourodendron riedelianum) que hacia las costas cede el espacio a las especies típicas de selva ribereña, entre ellas la tacuaruzú o tacuara brava (Guadua chacoensis).
En el parque existen animales característicos de la provincia de Misiones como monos caí (Sapajus apella), agutíes (Dasyprocta) y pacas (Cuniculus paca). El río Paraná es el hábitat de dorados (Salminus brasiliensis) y otras especies de gran atractivo para los aficionados a la pesca deportiva.